# Tulpenapfel
Der Tulpenapfel ist eine alte Regionalsorte die bekannt ist am Rhein (Bonn), im Bergischen Land sowie in den Niederlanden ("rode tulpappel"). Im Rheinland war er schon um 1900 verbreitet, seine Herkunft ist jedoch unbekannt. Er ist noch im Streuobst verbreitet und unter diesem Namen dort noch bekannt und wird als Wirtschaftsapfel genutzt. Der Baum ist mittelstark bis stark wachsend und gilt als robuste Streuobstsorte. Der Apfel reift von September bis November.

## Einzelnachweis
1. ↑  Niederländische Beschreibung aus 1942, abgerufen am 17. Mai 2020